# Гай Вандерхейг
Гай Вандерхейг (на английски: Guy Vanderhaeghe) е канадски драматург и писател на произведения в жанра исторически роман и уестърн.

## Биография и творчество
Гай Вандерхейг е роден на 5 април 1951 г. в Естерхази, миньорски град в югоизточната част на Саскачеван, Канада. Получава бакалавърска степен по изкуства с отличие през 1971 г., по история с отличие през 1972 г. и магистърска степен по история през 1975 г., от университета в Саскачеван. През 1973 г. е научен сътрудник в Института за северни изследвания към Университета на Саскачеван, в периода 1973 – 1975 г. работи като архивар и в периода 1976 – 1977 г. библиотечен асистент в университета. Едновременно в периода 1975 – 1977 г. е писател и редактор на свободна практика.
През 1978 г. получава бакалавърска степен по педагогика с отличие от университета в Реджина. В периода 1978 – 1979 г. е преподавател по английски език и история в гимназията в Хърбърт, Саскачеван. През 1983 и 1984 г. той е писател в публичната библиотека на Саскатун, а през 1985 г. е писател в университета в Отава. В периода 1985 – 1986 г. е е гост-професор по творческо писане в университета в Отава, а в периода 1990 – 1991 г. е преподавател по програмата за писане на Центъра за изкуства „Банф“. През 1992 г. е преподавател, отговарящ за студенти по художествена литература в Програма за творческо писане на Hills. От 1993 г. работи като гост-професор по английски език в колежа „Сейнт Томас Мор“ в университета в Саскачеван и преподава творческо писане във вечерен клас.
Първата му книга, сборникът с разкази „Man Descending“ (Пропаднал човек), е издадена през 1982 г. Тя получава на наградата на генерал-губернатора и наградата „Фабър“ на Обединеното кралство.
През 1996 г. е издаден романа му „Момчето на англичанина“ от поредицата „Граница“. Романът е свързан с едно от най-кървавите и жестоки събития в Дивия запад – клането при Сайпръс Хилс на група индианци от американски и канадски трапери, чиято история е представена чрез живота на един млад човек, понесен от течението в преследване на мечтите си, и неволен участник в събитията. Книгата става бестселър и печели втора награда на генерал-губернатора за художествена литература и наградата за книга на Саскачеван за художествена литература и за най-добра книга на годината. През 2008 г. е екранизиран в едноименния телевизионен минисериал, носител на 6 награди „Джемини“.
Втората част от поредицата, романът „Last Crossing“ (Последно пресичане) от 2002 г. става национален бестселър. Той получава наградата книги на Саскачеван за художествена литература и за книга на годината, както и наградата на Канадската асоциация на книжарниците книга на годината. Книгата е опредлена от „Canada Reads“ от 2004 г. за книга, която трябва да бъде прочетена от всички канадци.
На 30 октомври 2003 г. писателят е удостоен с отличието Офицер на Ордена на Канада за заслугите му към канадската литература. През 2013 г. получава наградата за изкуства на лейтенант-губернатора за цялостно творчество и постижения в изкуствата, най-високото отличие на Саскачеван в областта на изкуствата.
Гай Вандерхейг живее в Саскатун.

## Произведения

### Самостоятелни романи
- My Present Age (1985)
- Homesick (1989)
- August into Winter (2021)

### Серия „Граница“ (Frontier)
1. The Englishman's Boy (1996)
Момчето на англичанина, изд.: ИК „Персей“, София (2006), прев. Стефан Аврамов
2. The Last Crossing (2002)
3. A Good Man (2011)

### Пиеси
- I had a job I liked. Once (1992)
- Dancock's Dance (1996)

### Разкази
- Home Place (1987)
- The Jimi Hendrix Experience (2000)

### Сборници
- Man Descending (1982)
- The Trouble With Heroes and Other Stories (1983)
- Things as They Are? (1992)
- Daddy Lenin and Other Stories (2015) – награда на генерал-губернатора

### Екранизации
- 1985 Cages
- 1991 Man Descending
- 2001 Reunion
- 2008 The Englishman's Boy – тв минисериал